# 庫克 (澳大利亞國會選區)
庫克選區（英語：Division of Cook）是澳大利亞新南威爾斯州的下議院選區，位於悉尼以南、植物灣南岸的克內爾半島。面積100平方公里。
選區始於1969年。選區名紀念首位抵達澳大利亞的歐洲人詹姆斯·庫克。本區是自由黨的安全選區。自2007年至2024年當區議員是第30任澳大利亚总理斯科特·莫里森。现任议员是西蒙·甘迺迪。

## 另見
- 澳大利亞聯邦下議院選舉分區